# Aomi Urban Sports Park
Die Aomi Urban Sports Park (japanisch 青海アーバンスポーツパーク, Aomi Āban Supōtsu Pāku) war eine temporäre Sportstätte im Süden der japanischen Hauptstadt Tokio im Bezirk Kōtō.
Die Sportstätte wurde auf einem Platz im Stadtteil Aomi errichtet. Hier wurden bei den Olympischen Sommerspielen 2020 die 3×3-Basketballturniere und die Wettkämpfe im Sportklettern ausgetragen. Auch bei den Paralympischen Spielen wurde die Arena für die Wettbewerbe im 5er-Fußball genutzt und anschließend wieder abgebaut.
In der Nähe befanden sich das Olympische Dorf und weitere Wettkampfstätten der Olympischen Spiele wie die Ariake Arena, der Ariake Tennis no Mori Kōen und der ebenfalls nur vorübergehend errichtete Ariake Urban Sports Park.